# 双鱼城
双鱼城，位于中国广东省阳江市阳西县上洋镇双鱼城，为阳西县的一个县级文物保护单位，类型为古建筑，公布时间为2002年。
双鱼城的历史年代为明洪武二十七年。